# منتخب سلوفينيا لكرة القدم
منتخب سلوفينيا لكرة القدم (بالسلوفينية: Nogometna reprezentanca Slovenije)‏ هو ممثل سلوفينيا الرسمي في رياضة كرة القدم ويشرف عليه الاتحاد السلوفيني لكرة القدم المتأسس عام 1920 تحت اسم يوغوسلافيا السابقة.
سبق للمنتخب السلوفيني أن تأهل مرتين لكأس العالم لكرة القدم, آخره إلى مونديال جنوب أفريقيا 2010 بعد مشاركاته السابقة في مونديال كوريا الجنوبية واليابان 2002.

## تصفيات بطولة كأس العالم لكرة القدم 2010
| الفريق الأول | إجم.    | الفريق الثاني | مباراة الذهاب | مباراة الإياب |
| ------------ | ------- | ------------- | ------------- | ------------- |
| روسيا        | 2–2 (a) | سلوفينيا      | 2–1           | 0–1           |

وتأهلت سلوفينيا إلى مونديال جنوب أفريقيا 2010 بعد تسجيلها هدفاً خارج أرضها بمرمى روسيا في تصفيات الملحق الأوروبي.
نهائيات كأس العالم 2010 في جنوب أفريقيا

### المجموعة الثالثة
| الفريق           | لعب1 | فاز0 | تعادل1 | خسر0 | له1 | عليه1 | + -1 | النقاط1 |
| ---------------- | ---- | ---- | ------ | ---- | --- | ----- | ---- | ------- |
| الولايات المتحدة | 3    | 1    | 2      | 0    | 4   | 3     | 1    | 5       |
| إنجلترا          | 3    | 1    | 2      | 0    | 2   | 1     | 1    | 5       |
| سلوفينيا         | 3    | 1    | 1      | 1    | 3   | 3     | 0    | 4       |
| الجزائر          | 3    | 0    | 1      | 2    | 0   | 2     | -2   | 1       |

## قمصان المنتخب عبر التاريخ

### كأس العالم
| كأس العالم 2002 (أساسي) | كأس العالم 2002 (احتياطي) | كأس العالم 2010 (أساسي) | كأس العالم 2010 (احتياطي) |

### كأس أوروبا
| يورو 2000 (أساسي) | يورو 2000 (احتياطي) | يورو 2024 (أساسي) | يورو 2024 (احتياطي) |

## روابط خارجية
- منتخب سلوفينيا لكرة القدم على موقع IMDb (الإنجليزية)